# 이동신
이동신(한국 한자: 李東信, 1957년 11월 25일 ~ )은 대한민국의 배우이다.

## 이력
- 1976년 연극배우 첫 데뷔한 그는 7년 후 1983년 MBC 공채탤런트 15기로 정식 데뷔하였다.

## 출연작

### 드라마
- 1985년 MBC 대하드라마 《조선왕조 오백년 - 임진왜란》 ... 곽재우 역
- 1986년 MBC 대하드라마 《조선왕조 오백년 - 남한산성》 ... 유운 역
- 1987년 MBC 특집드라마 《남태평양 3000마일》... 한세훈 역
- 1988년 MBC 대하드라마 《조선왕조 오백년 인현왕후》 ... 허견 역
- 1988년 MBC 미니시리즈 《거리의 악사》 ... 현석우 역
- 1988년 MBC 미니시리즈 《모래성》 ... 이강우 역
- 1989년 MBC 미니시리즈 《제2공화국》 ... 곽영주 역
- 1989년 MBC 추석특집드라마 《사랑은 구름을 비로 내리고》
- 1990년 MBC 특집드라마 《특종》
- 1990년 MBC 대하드라마 《조선왕조 오백년 - 대원군》 ...  조선 후기 왕족 종친 동평군 이보 역
- 1991년 MBC 미니시리즈 《겨울 이야기》- 명훈 역
- 1991년 KBS2 미니시리즈 《레테의 연가》
- 1991년 MBC 미니시리즈 《행복어사전》
- 1991년 KBS2 드라마게임 - 낯익은 함정
- 1992년 KBS2 미니시리즈 《적색지대》...신기그룹 김명근 회장 역
- 1993년 MBC 일요 특별기획드라마 《제3공화국》 ... 방준모, 문학림 역
- 1993년 SBS 창사 5주년 특별기획드라마 《머나먼 쏭바강》 ... 주월 십자성 제102 후송병원 외과 군의관 남 대위 역
- 1993년 MBC 특별기획드라마 《파일럿》 ... 대한항공 고영환 기장의 공군 파일럿 복무시절 /강민기 아버지역
- 1994년 MBC 미니시리즈 《마지막 승부》 ... 명성대 농구부 장코치 역
- 1994년 MBC 베스트극장 《우렁이 색시》
- 1994년 KBS 미스터리 멜로, 금요일의 여인 송채환의 여섯번째 비밀
- 1994년 MBC 납량특집 미니시리즈 《M》 ... 산부인과 전문의 박운철 역
- 1995년 MBC 베스트극장 《무채색 기행》
- 1995년 MBC 수목 특별기획드라마 《제4공화국》 ... 중앙정보부 의전과장 박선호 역
- 1996년 KBS2 미니시리즈 《컬러 - 블루》 ... 유재호 역
- 1998년 SBS 특별기획드라마 《삼김시대》 ... 장세동 역
- 1998년 MBC 주말연속극 마음이 고와야지
- 1999년 KBS1 대하드라마 《왕과 비》 ... 이개 역
- 2002년 MBC 월화드라마 《어사 박문수》 ... 이인좌 역
- 2011년 KBS2 미니시리즈 《포세이돈》 ... 권창범 역
- 2012년 MBC 대하드라마 《무신》 ... 살리타이 역
- 2013년 SBS 월화드라마 《장옥정 사랑에 살다》 ... 김만기 역
- 2014년 SBS 주말특별기획 《끝없는 사랑》 ... 손 회장 역
- 2023년 jtbc 토일드라마 《닥터 차정숙》